# Nagy Anna (harmonikaművész)
Nagy Anna (Budapest, 1957. október 29. –) harmonikaművész.

## Tanulmányai
1964-től 1972-ig a budapesti Bogdánfy Ödön Általános Iskolába járt, 1972 és 1976 a Bartók Béla Zeneművészeti Szakközépiskola harmonika szakán tanult, 1977 és 1982 között BME Vegyészmérnöki Karának hallgatója volt, 1982-ben szerzett vegyészmérnöki diplomát.

## Művészi pályafutása
9 évesen kezdett harmonikán játszani. Tanára elsősorban a klasszikus szerzők harmonika átirataival ismertette meg (Bach, Händel, Mozart, Scarlatti stb.) később a kortárs zenével is egyre többet foglalkozott. 
1980 és 1991 között a Fővárosi Operettszínházban, Madách Színházban, Vígszínházban és a budapesti Kamara Színházban játszott. 
1991-ben Jávori Ferenc meghívására lett a Budapest Klezmer Band tagja. 
2001-től a Lauder Javne Zeneiskolában harmonikatanárként is dolgozik, később a zenetagozat igazgatója lett. 
Fellépett a következő helyeken: Concertgebouw-Amszterdam, Róma, Berlin, Hollandia, Párizs, Helsinki, Stockholm, Prága, Bécs, Tel-Aviv, Haifa, Amerika. Szerepelt a Kabaré, a Chicago, a Hegedűs a háztetőn című darabokban.
2025-ben Tabányi Mihály-díjban részesült.